# Timothy J. Kehoe
Timothy Jerome Kehoe es un economista estadounidense nacido el 13 de junio de 1953. Su familia es de Newport, Rhode Island, pero él nació en Albuquerque, Nuevo México en un base militar donde su padre, un oficial en la Armada de los Estados Unidos, fue estacionado durante un periodo. 

## Biografía
Licenciado en Economía y Matemáticas del Providence College en 1975 y Ph.D. en Economía de la Universidad de Yale en 1979. Fue profesor en la Universidad Wesleyana, el Instituto Tecnológico de Massachusetts y la Universidad de Cambridge (Inglaterra). Desde 1987 se vinculó como profesor de la Universidad de Minnesota. Además, es asesor del Banco de la Reserva Federal de Minneapolis e integrante de la Econometric Society. Su especialidad es la teoría y aplicación de los modelos de equilibrio general.
Estudió el impacto en España del ingreso del país en la Unión Europea, así como la reforma fiscal española; asesoró a Secretaría de Comercio y Fomento Industrial de México entre 1990 y 1994 y al gobierno de Panamá en 1997. Ha sido profesor visitante en la Universidad de Alicante, la Universidad Pompeu Fabra, la Universidad de Barcelona, la Universidad Autónoma de Barcelona, El Colegio de México y el Instituto Tecnológico Autónomo de México, entre otros.
Es miembro del consejo científico y del patronato de la Fundación Instituto Madrileño de Estudios Avanzados (IMDEA) Ciencias Sociales.
Conjuntamente con el Edward C. Prescott, ha editado el libro Great Depressions of the Twentieth Century Archivado el 30 de enero de 2019 en Wayback Machine., una colección de investigaciones sobre la Gran Depresión, con una perspectiva neoclásica.
Fue nombrado doctor honoris causa por la Universidad de Vigo en febrero de 2008.
Su esposa es la historiadora Jean Maria O'Brien.
- Datos: Q3814943